# Palmeta

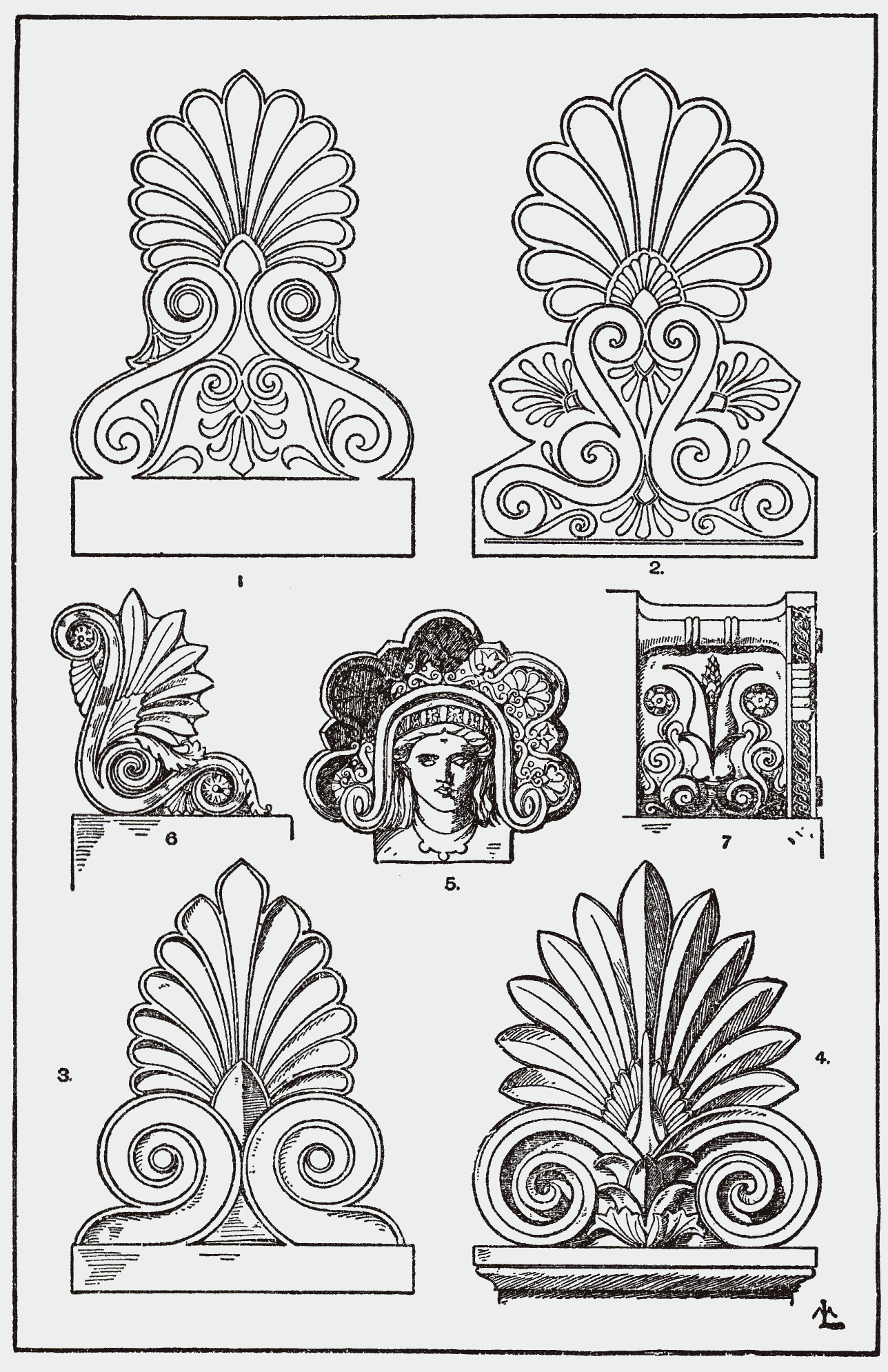
Palmety (ilustracja z A Handbook of Ornament, 1898)

Palmeta – dekoracyjny motyw w kształcie stylizowanego liścia palmy, ułożonego symetrycznie i wachlarzowo rozpostartego. Palmeta może występować pojedynczo lub szeregowo jako ornament ciągły. 
Motyw występował już w architekturze starożytnej Grecji, pochodzi ze sztuki Bliskiego Wschodu. Stosowany w sztuce (np. w malarstwie wazowym), architekturze i rzemiośle artystycznym. Może występować jako ornament ciągły np. na fryzach lub pojedynczy np. jako akroterion. Motyw palmet był popularny również w sztuce nowożytnej oraz w XIX wieku w stylach wzorowanych na sztuki antycznej.